# Georg Loibl
Georg Loibl (* 14. Dezember 1921 in Grafenau; † 20. April 1994 ebenda) war ein deutscher Politiker (CSU).
Loibl besuchte die Volks- und Berufsfortbildungsschule in Grafenau und Passau und machte die kaufmännische und berufliche Ausbildung im Elektrohandwerk mit Abschluss der Gehilfenprüfung. Danach war er Soldat im Zweiten Weltkrieg und saß in amerikanischer Kriegsgefangenschaft. 1948 machte er die Meisterprüfung im Elektrohandwerk, 1958 trat er als persönlich haftender Gesellschafter in die Firma Loibl in Grafenau ein. Er war dort öffentlich bestellter und vereidigter Sachverständiger für das Elektrohandwerk.
Loibl war ab 1960 Stadtrat in Grafenau und dort ab 1966 2. Bürgermeister und Fraktionsvorsitzender. Im gleichen Jahr wurde er Kreisrat, wo er ab 1970 Fraktionsvorsitzender der CSU sowie Stellvertreter des Landrats war. Ferner war er stellvertretender Verwaltungsvorsitzender der Sparkasse Freyung-Grafenau, Ortsvorsitzender der CSU Grafenau, Kreisvorsitzender der CSU, Mitglied der Bezirksvorstandschaft der CSU Niederbayern und Mitglied des Parteiausschusses der CSU. Am 15. März 1978 rückte Loibl für den ausgeschiedenen Heinrich Schmidhuber in den Bayerischen Landtag nach, dem er noch bis 1986 angehörte.
Loibl war 1. Gauschützenmeister des Schützengaus Grafenau sowie Ehrenvorsitzender des TSV Grafenau 1862.

## Ehrungen
- 1980: Verdienstkreuz am Bande der Bundesrepublik Deutschland